# Großsteingrab Dargast
Das Großsteingrab Dargast war eine megalithische Grabanlage der jungsteinzeitlichen Trichterbecherkultur bei Dargast, einem Ortsteil von Sassnitz im Landkreis Vorpommern-Rügen (Mecklenburg-Vorpommern). Es wurde vermutlich im 19. Jahrhundert zerstört.

## Forschungsgeschichte
Die Existenz des Grabes wurde in den 1820er Jahren durch Friedrich von Hagenow erfasst und seine Lage auf der 1829 erschienenen Special Charte der Insel Rügen vermerkt. Von Hagenows handschriftliche Notizen, die den Gesamtbestand der Großsteingräber auf Rügen und in Neuvorpommern erfassen sollten, wurden 1904 von Rudolf Baier veröffentlicht. Die Anlage bei Dargast wurde dabei nur listenartig aufgenommen.

## Lage
Das Grab befand sich nach von Hagenows Karte südlich von Dargast, an der Südseite des alten Wegs von Buddenhagen nach Klementelvitz. Direkt südlich lagen mehrere Grabhügel. Der Standort des Grabes lag etwa im Bereich des heutigen Kreidesees im Garzer Busch.

## Beschreibung
Laut Kartensignatur könnte die Anlage ost-westlich orientiert gewesen sein. Nach von Hagenows Liste handelte es sich um einen Großdolmen ohne steinerne Umfassung. Zu den Maßen liegen keine Angaben vor.